# Nina Milkina
Nina Milkina (27 de enero de 1919 - Londres. 29 de noviembre de 2006) fue una pianista de música clásica de origen ruso. Representante de la vieja escuela de grandes virtuosos, destacó por sus interpretaciones de Mozart y sobre todo de Chopin.

## Primeros años
Nació el 27 de enero de 1919 en Rusia, hija de un pintor y una arpista. Dejó su país con su familia en 1926 para instalarse en París primero y años después en Londres.
En 1926, Milkina había emigrado a París con su familia. Allí tomó clases de piano con Leon Conus y Marguerite Long, estudió composición con Aleksandr Glazunov, tocó a los 10 años para Rajmáninov y debutó, con 11, junto a la entonces prestigiosa Orquesta Lamoureux
En la década de los treinta se instala en Londres, en Belsize Park, en la misma casa en la que vivía el también pianista Clifford Curzon -ella arriba y él abajo-, quien la admiraba.
Nina Milkina se dedicó asiduamente a interpretar la obra de Mozart. En los inicios de las emisiones musicales de la BBC se encargó de una serie semanal en la que interpretó todas sus sonatas para piano. Posteriormente en el Festival de Edimburgo protagonizó un recital conmemorativo del bicentenario del nacimiento del compositor.

## Segunda Guerra Mundial
Realizó conciertos en la National Gallery durante la Segunda Guerra Mundial, organizados por Myra Hess. Durante una visita a Bournemouth para un recital, Milkina conoce a su futuro marido, Alastair Sedgwick, que servía en el ejército; la pareja se casó en 1943. También fue solista, bajo la dirección de Henry Wood, en los populares Proms: ella fue solista en el último Prom de la guerra en el Royal Albert Hall, después de que cayera una bomba en las proximidades.

## Actuaciones en la posguerra
Quizá fue en Chopin donde dejó una impronta más significativa. Milkina partía de una gran técnica, adquirida de las enseñanzas de Long, pero también de sus experiencias y su sentimiento musical. El pianista americano Craig Sheppard, que estudió con ella, dice «era el epítome del encanto y la cultura, y su profesionalidad y su atención a cada nota de la partitura reflejaban la hondura de una personalidad en búsqueda constante».
Su última gran actuación fue en el Queen Elizabeth Hall en 1990 donde tocó el concierto para piano No 27 (K595), en un evento en el marco del aniversario del nacimiento de Mozart.[cita requerida]
Anunció su retirada en 1991, por un cáncer que consiguió superar. Nina Milkina era una más de las grandes pianistas del siglo XX. Como Joyce Hatto, Lili Kraus, Yvonne Lefébure, Tatiana Nikoláyeva, Maria Yúdina, Monique Haas, Rosalyn Tureck, Guiomar Novaes, Myra Hess, Moura Lympany, Annie Fischer, Clara Haskil, Bella Davídovich y Alicia de Larrocha.

## Grabaciones
Su marido, Alastair Sedgwick, 10 años después de su retirada de los escenarios, quiso recuperar algunas de sus grabaciones más importantes, disponibles ahora solamente a través de Internet. Por ejemplo sus Mazurcas de Chopin en versiones que se pueden comparar con las de referencia de Ignaz Friedman o Arthur Rubinstein. También un registro titulado Nina Milkina at the Wigmore Hall, que presenta piezas que van de Bach a Prokófiev que permite apreciar la transparencia de sus interpretaciones en directo y que contiene una sonata de Scarlatti por quien sentía una especial predilección.
Murió en Londres el 29 de noviembre de 2006, a los 87 años.